# Petrus Hoogenhout

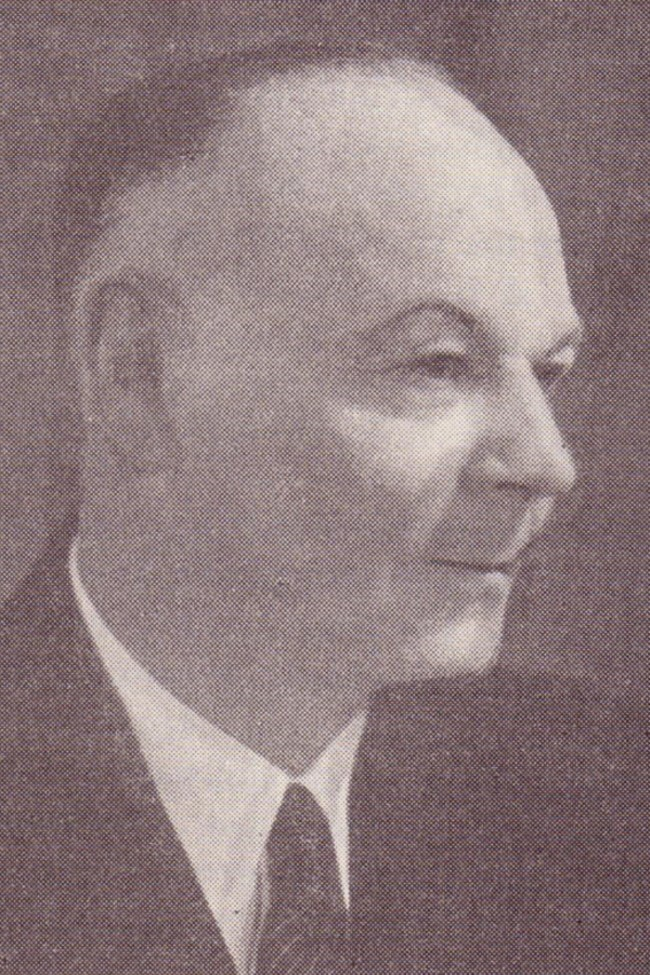
Hoogenhout (vor 1949)

Petrus Imker Hoogenhout (* 2. Februar 1884 in Wellington, Kapkolonie; † 19. November 1970 ebenda) war ein Lehrer, Politiker, Diplomat und afrikaanser Schriftsteller aus Südafrika.

## Lebensweg
Hoogenhout wurde als einer von sechs Kindern (vier Söhne, zwei Töchter) des Schriftstellers und Lehrers Casper Peter Hoogenhout und Catherina Maria Marais geboren. Er besuchte zunächst die Groenbergschule und anschließend die Höhere Jugendschule in Wellington. 1904 machte er am Victoria College in Stellenbosch seinen Bachelor of Arts.
Anschließend unterrichtete Petrus Imker Hoogenhout ab 1905 zwei Jahre an seiner ehemaligen Grundschule, an der er seinen Vater aus gesundheitlichen Gründen ersetzte. Zu dieser Zeit war er im lokalen Rugby-Club aktiv. Hoogenhout übersetzte zahlreiche englischsprachige Lieder ins Afrikaans.
Anfang der 1900er Jahre erlangte er zudem sein Bildungsdiplom in Kapstadt und wurde 1907 Schuldirektor an der „Jeppe High School“ in Johannesburg, ehe Hoogenhout 1910 an die „Bethal School for Christian National Education“ wechselte, der er elf Jahre vorstand. Die Schule in Bethal erhielt später seinen Namen („Hoërskool Hoogenhout“) und eine Büste von Hoogenhout wurde aufgestellt.
Von 1920 bis 1927 war Hoogenhout Inspektor für Bildung in Wolmaransstad. 1927 zog es ihn nach Pretoria, wo er für zwei Jahre Chefinspektor der Bildungsabteilung von Transvaal war. 1929 wurde Hoogenhout Staatssekretär im Innenministerium und leitete zudem die Kommission für den öffentlichen Dienst und Einwanderung. 1937 übernahm er als Vorsitzender die nationale Straßenbehörde Südafrikas und war maßgeblich für die Asphaltierung aller Nationalstraßen verantwortlich.
Vom 1. April 1943 bis 6. Dezember 1951 war Petrus Hoogenhout Administrator von Südwestafrika und wechselte anschließend als Botschafter Südafrikas in die Niederlande.

### Privatleben und Tod
Hoogenhout heiratete Sebastina Susanna Hendrina Goosen und aus der Ehe ging ein Sohn, Imker, hervor. 1913 verließ er seine 22-jährige Ehefrau und heiratete später Elizabeth Emma Muller, mit der er zwei weitere Söhne hatte.
Nach seiner Pensionierung im Jahr 1957 ließ er sich in Vereeniging nieder. 1962 wurde Hoogenhout von seiner zweiten Frau verlassen. Er starb im November 1970 und liegt in Vereeniging begraben.